# Lorenzo La Via di Sant'Agrippina
Lorenzo La Via di Sant'Agrippina (Castel di Lucio, 23 gennaio 1883 – Roma, 27 maggio 1951) è stato un politico italiano del periodo fascista, commissario regio del comune di Torino dal 1923 al 1925 e di quello di Napoli dal 1932 al 1934.
Esponente della famiglia nobile siciliana dei baroni di Sant'Agrippina, partecipò alla prima guerra mondiale come ufficiale d'artiglieria, in seguito ricoprì numerosi incarichi governativi, essendo commissario prefettizio anche a Cosenza, Padova e Savona. Ricevette le insegne di Grande ufficiale del Regno d'Italia.